# Левадна Катерина Юхимівна
Катерина Юхимівна Левадна (нар. 17 лютого 1930, село Новоандріївка, тепер Білопільського району Сумської області — 13 вересня 2015, місто Суми) — українська радянська діячка, 1-й секретар Тростянецького райкому КПУ Сумської області, заступник голови Сумського облвиконкому. Кандидат у члени ЦК КПУ в 1971—1981 р.

## Біографія
Народилася в селянській родині. У 1949 році закінчила Маловисторопський сільськогосподарський технікум Лебединського району Сумської області за фахом агрономія.
У 1949—1953 роках — агроном у колгоспах Волинської області. У 1953—1955 роках — агроном колгоспу села Семереньки Тростянецького району Сумської області.
Член КПРС з 1953 року.
У 1955—1963 роках — голова колгоспу «Нове життя» Тростянецького району Сумської області.
У 1963—1965 роках — заступник директора Півненківського цукрового заводу міста Тростянця Тростянецького району Сумської області. У 1965 році працювала секретарем партійного комітету одного з найбільших підприємств Тростянецького району.
У 1965—1979 роках — 2-й секретар, 1-й секретар Тростянецького районного комітету КПУ Сумської області.
У 1979—1985 роках — заступник голови виконавчого комітету Сумської обласної ради народних депутатів. До 1994 року працювала консультантом голови Сумської обласної ради.
Потім — на пенсії в місті Суми.

## Нагороди
- три ордени Трудового Червоного Прапора
- ордени
- медалі
- почесний знак «За вклад у розвиток міста Тростянець» (5.09.2010)